# Mathilde II van Bourbon
Mathilde II van Bourbon (circa 1234 - 1262) was van 1249 tot aan haar dood vrouwe van Bourbon en van 1257 tot aan haar dood gravin van Nevers, Tonnerre en Auxerre.

## Levensloop
Mathilde II was de oudste dochter van heer Archimbald IX van Bourbon en Yolande van Nevers, erfgename van de graafschappen Nevers, Tonnerre en Auxerre. In 1249 volgde ze haar overleden vader op als vrouwe van Bourbon en in 1257 volgde ze haar overgrootmoeder Mathilde van Courtenay op als gravin van Nevers, Tonnerre en Auxerre.
In februari 1248 huwde Mathilde met Odo van Bourgondië (1230-1266), zoon van hertog Hugo IV van Bourgondië. Ze kregen drie dochters:
- Yolande (1248-1280), gravin van Nevers, huwde in 1268 met Jan Tristan van Frankrijk en in 1272 met Robrecht van Béthune
- Margaretha (1250-1308), gravin van Tonnerre, huwde in 1268 met koning Karel I van Napels
- Adelheid (1254-1290), gravin van Auxerre, huwde in 1268 met Jan I van Chalon-Auxerre

In 1262 stierf Mathilde op 28-jarige leeftijd. Haar jongere zus Agnes II volgde haar op als vrouwe van Bourbon en haar drie dochters erfden de graafschappen Nevers, Tonnerre en Auxerre.

## Voorouders
| Voorouders van Mathilde II van Bourbon (1234-1262) | Voorouders van Mathilde II van Bourbon (1234-1262)                       | Voorouders van Mathilde II van Bourbon (1234-1262)                     | Voorouders van Mathilde II van Bourbon (1234-1262)                          | Voorouders van Mathilde II van Bourbon (1234-1262)                     |
| -------------------------------------------------- | ------------------------------------------------------------------------ | ---------------------------------------------------------------------- | --------------------------------------------------------------------------- | ---------------------------------------------------------------------- |
| Overgrootouders                                    | Gwijde II van Dampierre (1140-1216) ∞ Mathilde I van Bourbon (1165-1228) | Gwijde III van Forez (-) ∞ ? (-)                                       | Wouter III van Châtillon (1166-1219) ∞ 1160 Elisabeth van Saint-Pol (-1220) | Hervé IV van Donzy (1173-1222) ∞ Mathilde van Courtenay (1188-1257)    |
| Grootouders                                        | Archimbald VIII van Bourbon (1197-1242) ∞ Axil van Forez (1185-1220)     | Archimbald VIII van Bourbon (1197-1242) ∞ Axil van Forez (1185-1220)   | Gwijde II van Saint-Pol (-1226) ∞ Agnes II van Donzy (1205-1225)            | Gwijde II van Saint-Pol (-1226) ∞ Agnes II van Donzy (1205-1225)       |
| Ouders                                             | Archimbald IX van Bourbon (1212-1249) ∞ Yolande van Nevers (1221–1254)   | Archimbald IX van Bourbon (1212-1249) ∞ Yolande van Nevers (1221–1254) | Archimbald IX van Bourbon (1212-1249) ∞ Yolande van Nevers (1221–1254)      | Archimbald IX van Bourbon (1212-1249) ∞ Yolande van Nevers (1221–1254) |